# Māris Bogdanovičs
Māris Bogdanovičs (Dobele, 19 november 1991) is een Lets voormalig professioneel wielrenner die sinds juni 2023 rijdt voor Hengxiang Cycling Team.

## Carrière
In 2014 werd Bogdanovičs, achter Sergej Lagoetin en Andris Smirnovs, derde in de Mayor Cup. Later dat jaar werd hij onder meer achttiende in de Ronde van Estland. Een jaar later werd hij vijfde op het door Aleksejs Saramotins gewonnen nationale kampioenschap op de weg.
In april 2016 sprintte Bogdanovičs naar de zesde plaats in de Ronde van La Rioja, maar omdat Sergej Sjilov later vanwege dopinggebruik uit de uitslag werd geschrapt steeg hij naar de vijfde plek. Later dat jaar behaalde hij zijn eerste UCI-zege door de laatste etappe van de Baltic Chain Tour te winnen. Door de bonificatieseconden die hij met zijn overwinning pakte, steeg hij twee plaatsen in het algemeen klassement en nam hij de eindoverwinning voor de neus van Andrij Vasyljoek weg. In oktober van dat jaar nam hij deel aan de wegwedstrijd op het wereldkampioenschap, maar reed die niet uit. Twee weken later sprintte hij achter Jakub Mareczko naar de tweede plek in de Ronde van Yancheng Coastal Wetlands.
In 2017 won Bogdanovičs de eerste etappe in de Baltic Chain Tour. De leiderstrui die hij daaraan overhield raakte hij na de derde etappe kwijt aan Herman Dahl, die uiteindelijk ook het algemeen klassement op zijn naam schreef. Bogdanovičs werd tweede, op zes seconden van de Noor. In september van dat jaar won hij de laatste etappe van de Ronde van China II, waarmee hij ook genoeg punten verzamelde om het puntenklassement op zijn naam te schrijven.

## Overwinningen
2016
2e etappe Baltic Chain Tour
Eind- en puntenklassement Baltic Chain Tour
2017
1e etappe Baltic Chain Tour
5e etappe Ronde van China II
Puntenklassement Ronde van China II
2e en 5e etappe Ronde van Fuzhou
Puntenklassement Ronde van Fuzhou
2019
1e etappe Ronde van Tochigi

## Resultaten in voornaamste wedstrijden
| Jaar |  | WK op de weg |
| ---- |  | ------------ |
| 2016 |  | opgave       |

## Ploegen
- 2011 –  Alpha Baltic-UnityMarathons.com
- 2012 –  Alpha Baltic-UnityMarathons.com
- 2013 –  Alpha Baltic-UnityMarathons.com
- 2014 –  Alpha Baltic-UnityMarathons.com
- 2015 –  Alpha Baltic-Maratoni.lv
- 2016 –  Rietumu-Delfin
- 2017 –  Rietumu Banka-Riga
- 2018 –  Amore & Vita-Prodir
- 2019 –  Interpro Cycling Academy
- 2020 –  Amore & Vita-Prodir
- 2022 –  Meiyo CCN Pro Cycling Team
- 2023 –  Hengxiang Cycling Team (v.a. 5 juni)
- 2024 –  Hengxiang Cycling Team
- 2025 –  FNIX-SCOM-Hengxiang Cycling Team

Ālītis · Bēcis · Beļēvičs · Bogdanovičs · Gavars · Kalniņš · Kaņepējs · Liepiņš · Lukševics · Pruus · Rubenis · Sokorin · Vaitkus · Vosekalns
Banushi · Bernardinetti · Bogdanovičs · Ficara · Freuler · Gabburo · Grembi · Nika · Stüssi · Al. Sufa · Ar. Sufa · Trosino · Yustre · Zullo